# Браницкий, Константин
Граф Константин-Гжегож Браницкий (пол. Konstanty Grzegorz Branicki; в русских источниках Константин Григорьевич; 9 мая 1824 — 14 июля 1884) — польский землевладелец, натуралист, коллекционер, путешественник из рода Браницких герба Корчак.

## Жизнь и деятельность
Сын генерал-майора русской армии Владислава Браницкого (1782—1843) и графини Розы Потоцкой (1780—1862); внук Ксаверия Браницкого (1731—1819), предпоследнего великого гетмана коронного.
Родился в имении родителей. Продолжая родительские традиции патриотизма и либерализма, был враждебен к петербургским властям, однако, будучи под постоянным наблюдением царской полиции, был ограничен в своих возможностях бороться за независимость Польши. Унаследовал ряд украинских земель, а именно: Богуславщину (продана правительству в 1879 году), Ракитное, Житногору, Заболотье, Стенжаричи, а в 1877 году приобрёл усадьбу Монтрезор во Франции.
Мировоззрение Браницкого формировалось во время путешествий по миру в компании своего старшего брата Александра. В 1863—1864 годах он путешествовал таким способом по Египту и Нубии (в Асуане он убил двух крокодилов, позже чучела пожертвовал Кабинету зоологии в Варшаве), Палестину (посещение Иерусалима), Сирии и современную Турцию. В 1866—1867 годах, вместе со своим братом организовал поездку в Алжир, в которой также приняли своё участие Владислав Тачановский и Станислав Антонио Вес.
Константин, как и его родной брат Александр, также финансировал экспедиции, в которых лично не участвовал, например, научно-исследовательской экспедиции Бенедикта Дыбовского в Сибирь, Томаша Барея в Центральную Азию и Константина Ельского и Яна Штольцмана в Южную Америку. Кроме Константина Браницкого финансовую поддержку оказывали также Владислав Тачановский и Зоологический кабинет Варшавского университета. Путём самообразования достиг широких знаний в области орнитологии и звания орнитолога. Он принимал участие в разработке многих орнитологических атласов. Его фамилией был назван много видов новооткрытых птиц.
Константин Браницкий также проявлял интерес к археологии, о чём свидетельствует статья, размещенная в 1858 году, относительно раскопок, вероятнее всего, курганов (один из них назывался могилой Раскопанная) в Росаве в современном Мироновском районе. Во время раскопок обнаружили … кости лошадей с человеческими, а вместе с ними слегка изогнутые мечи (длиной 53 см), некоторые позолоченные до половины длины, столы, железные наконечники стрел, топоры, кольчуги, ожерелья, серебряные, медные, золотые и каменные кресты, янтарь и т. п., а огнестрельного оружия не было. Значительная часть этих предметов переданы в Археологический музей в Кракове.
Браницкий желал избежать рассеивания собранной им коллекции и её вывоза за пределы Польши. Это и стало причиной создания его сыном Ксаверием в 1887 году частного природоведческого музея им. Браницких. Этот музей был расположен в вилле по улице Фраскати в Варшаве, в 1928 году влился в состав Национального зоологического музея.

## Семья
В 1847 году Константин Грегорж Браницкий женился на графине Ядвиге Потоцкой (1827—1916), дочери графа Германа Потоцкого (1801—1866) и Антонины Мокроновской (1804—1845). Супруги имел двух детей:
- Роза Мария Августа (6 августа 1854, Варшава — 23 февраля 1942, Рудник), муж (с 1874 года): граф Станислав-Костка Тарновский (1837—1917), трое детей
- Ксаверий Владислав (19 апреля 1864, Париж — 18 июня 1926, Монтрезор), женат (с 1886 года) на графине Анне Потоцкой (1863—1953), пятеро детей.